# UFC 74
UFC 74: Respect è stato un evento di arti marziali miste tenuto dalla Ultimate Fighting Championship il 25 agosto 2007 al Mandalay Bay Events Center di Las Vegas, Stati Uniti d'America.

## Retroscena
Al termine dell'incontro tra Renato Sobral e David Heath il brasiliano si rifiutò di lasciare la presa di sottomissione, rischiando di causare asfissia all'avversario; per questo successivamente l'UFC allontanò Sobral dall'organizzazione.

## Risultati

### Card preliminare
- Incontro categoria Pesi Leggeri:  Marcus Aurélio contro  Clay Guida

Guida sconfisse Aurélio per decisione divisa (30–27, 28–29, 30–27).
- Incontro categoria Pesi Medi:  Thales Leites contro  Ryan Jensen

Leites sconfisse Jensen per sottomissione (armbar) a 3:47 del primo round.
- Incontro categoria Pesi Massimi:  Frank Mir contro  Antoni Hardonk

Mir sconfisse Hardonk per sottomissione (kimura) a 1:17 del primo round.
- Incontro categoria Pesi Mediomassimi:  Renato Sobral contro  David Heath

Sobral sconfisse Heath per sottomissione (strangolamento anaconda) a 3:30 del secondo round.

### Card principale
- Incontro categoria Pesi Medi:  Kendall Grove contro  Patrick Côté

Côté sconfisse Grove per KO (pugni) a 4:45 del primo round.
- Incontro categoria Pesi Leggeri:  Joe Stevenson contro  Kurt Pellegrino

Stevenson sconfisse Pellegrino per decisione unanime (30–27, 30–27, 29–28).
- Incontro categoria Pesi Leggeri:  Roger Huerta contro  Alberto Crane

Huerta sconfisse Crane per KO Tecnico (pugni) a 1:50 del terzo round.
- Incontro categoria Pesi Welter:  Georges St-Pierre contro  Josh Koscheck

St-Pierre sconfisse Koscheck per decisione unanime (29–28, 29–28, 30–27).
- Incontro per il titolo dei Pesi Massimi:  Randy Couture (c) contro  Gabriel Gonzaga

Couture sconfisse Gonzaga per KO Tecnico (pugni) a 1:37 del terzo round e mantenne il titolo dei pesi massimi.

## Premi
Ai vincitori sono stati assegnati 40.000$ per i seguenti premi:
- Fight of the Night:  Randy Couture (c) contro  Gabriel Gonzaga
- Knockout of the Night:  Patrick Côté
- Submission of the Night:  Thales Leites